# Evangelisch-Lutherisches Dekanat Gunzenhausen
Das Evangelisch-Lutherische Dekanat Gunzenhausen ist eines der 18 Dekanate des Kirchenkreises Ansbach-Würzburg. Sitz ist Gunzenhausen, eine Stadt im mittelfränkischen Landkreis Weißenburg-Gunzenhausen, Bayern.

## Geographie
Zum Dekanat Gunzenhausen gehören weitestgehend alle Orte des ehemaligen Landkreises Gunzenhausen. Heute gehört der Nordteil des Dekanatsgebiets mit Merkendorf und Wolframs-Eschenbach zum Landkreis Ansbach, Spalt zum Landkreis Roth, der Rest zum Landkreis Weißenburg-Gunzenhausen.
Folgende politische Gemeinden liegen im alten Dekanatsbezirk Gunzenhausen (bis 2024, im Norden beginnend):
Merkendorf, Wolframs-Eschenbach, Muhr am See, Haundorf, Gunzenhausen, Spalt, Absberg, Pfofeld, Theilenhofen und Dittenheim.
Da seit dem 1. Januar 2025 der Dekanatsbezirk mit dem benachbarten Evangelisch-Lutherischen Dekanat Heidenheim fusioniert ist, gehören nun auch 15 kirchliche Gemeinden dieses ehemaligen Dekanats zum Dekanatsbezirk Gunzenhausen, außer die Kirchengemeinden Auernheim und Windischhausen, die in den Dekanatsbezirk Pappenheim wechselten.

## Geschichte
Das Gebiet gehörte im 16. Jahrhundert weitestgehend zum Markgraftum Brandenburg-Ansbach, in dem ab 1525 die Reformation eingeführt wurde. 1556 wurde das brandenburgische Dekanat Gunzenhausen errichtet, dessen Gebiet deutlich größer war als das des heutigen. Am 7. Dezember 1810 wurde das brandenburgisch-ansbachische Dekanat in ein bayerisches Dekanat umgewandelt, wobei einige Gemeinden an Nachbardekanate abgegeben wurden; die meisten an das Dekanat Hechlingen.

### Dekane
- 1556–1567: Sebastian Stiller
- 1567–1584: Jodokus Braun
- 1585–1594: Michael Dreßler
- 1599–1606: Christoph Lohbauer
- 1607–1622: Martin Monninger
- 1623–1640: Georg Friedrich Rosa
- 1641–1642: Kaspar Nast
- 1643–1649: Kaspar Hammerschmidt
- 1649–1687: Wolfgang Schumann
- 1687–1690: Sebald Cramer
- 1691–1701: Jakob Ernst Herrgott
- 1702–1717: Christoph Lorenz Meelführer
- 1718–1734: Johann Georg Unkauf
- 1735–1775: Johann Heinrich Schulin
- 1776–1791: Johann Jakob Mack
- 1792–1799: Johann Christoph Zenker
- 1801–1817: Johann August Recknagel
- 1817–1850: Karl Heinrich Stephani
- 1852–1861: Johann Heinrich Vetter
- 1861–1874: Wilhelm Koch
- 1878–1880: Eduard Nägelsbach
- 1880–1897: Johann Peter Moritz Bischoff
- 1899–1906: Gustav Reichard
- 1909–1920: Karl Georg Christoph Haußleiter
- 1921–1937: Wilhelm Sperl
- 1937–1953: Eduard Weber
- 1953–1977: Wilhelm Schmerl
- 1977–1990: Wilhelm Bogner
- 1991–2001: Friedrich Wiedemann
- 2002–2010: Gerhard Schleier
- 2011–29.2.2024: Klaus Mendel[3]
- 1. Mai 2024- : Christian Aschoff

## Kirchengemeinden
Das Dekanat umfasst 43 Kirchengemeinden, in denen zirka 24.000 Gemeindeglieder leben. Diese sind im Folgenden, im Norden beginnend, mit ihren Kirchengebäuden aufgeführt:
- Merkendorf
  - Merkendorf/Wolframs-Eschenbach – Unserer Lieben Frau, Hirschlach – St. Johannis
- Alten- und Neuenmuhr
  - Altenmuhr – St. Johannis, Neuenmuhr – St. Jakobus
- Wald
  - Wald – St. Martin und Ägidius, Stetten – St. Peter
- Haundorf
  - Haundorf – St. Wolfgang, Laubenzedel – St. Sixtus
- Gunzenhausen
  - Gunzenhausen St. Mariae Virginis, Löhehaus, Spitalkirche
- Aha
  - Aha – Markgrafenkirche zum Heiligen Kreuz, Unterwurmbach – St. Jodokus, Pflaumfeld – St. Laurentius
- Kalbensteinberg
  - Kalbensteinberg – Rieterkirche St. Marien und Christophorus, Fünfbronn – St. Michael
- Gräfensteinberg
  - Gräfensteinberg – St. Martin, Brombach – St. Johannis-Baptist
- Unterasbach
  - Unterasbach – St. Michael, Frickenfelden – Kapelle, Oberasbach – St. Wolfgang
- Absberg
  - Absberg – Christuskirche, Spalt – St. Christophorus
- Pfofeld
  - Pfofeld – St. Michael, Thannhausen – St. Bartholomäus
- Theilenhofen
  - Theilenhofen – St. Agatha, Dornhausen – St. Georg, Wachstein – St. Michael, Gundelsheim – St. Bartholomäus, Wachenhofen – St. Hieronymus
- Dittenheim
  - Dittenheim – St. Peter und Paul, Windsfeld – St. Gangolf[4]
- die 15 Gemeinden aus dem früheren Dekanatsbezirk Heidenheim sind noch zu ergänzen.

## Urlaubseelsorge
Das Dekanat Gunzenhausen betreibt Urlaubseelsorge. Am Altmühl-, am Großen und am Kleinen Brombachsee werden in den Sommermonaten von Pfarrern aus ganz Deutschland, die dort Urlaub machen und vom Dekanat für eine Frist angestellt werden, Freiluftgottesdienste für Urlauber und Einheimische gefeiert. Das Dekanat hat für die Urlaubsseelsorge sogenannte Schäferwagenkirchen gebaut. Insgesamt gibt es drei von diesen Schäferwagen, in denen Gottesdienstgegenstände gelagert werden, im Dekanat. Diese finden ihren Einsatz bei den Freiluftgottesdiensten an den drei Seen.

## Kirchliche Arbeit
Das Dekanat betreibt seit längerer Zeit ein Jugendhaus am Brombachsee in Ramsberg.
Im Dekanat sind insgesamt 25 Posaunenchöre der Kirchengemeinden aktiv. (Stand 2010)
Es werden regelmäßig Gottesdienste für Frauen angeboten. Die Gemeinden des Dekanats wechseln sich mit dem Abhalten der Frauengottesdienste ab.

## Partnerschaften
In der Sitzung der Dekanatssynode im Oktober 2010 wurde mit 96 % der Stimmen eine Partnerschaft mit der Evangelisch-Lutherischen Kirche in Malaysia (LCM), Selangor District beschlossen. Durch die Vereinigung mit dem früheren Dekanatsbezirk Heidenheim ist noch eine weitere Partnerschaft mit der Evangelisch-Lutherischen Kirche in Papua-Neuguinea hinzugekommen.